# Junkers J 7
Lo Junkers J 7  fu un aereo da caccia monoplano ad ala bassa sviluppato dall'azienda aeronautica tedesco imperiale Junkers & Co. negli anni dieci del XX secolo e rimasto allo stadio di prototipo.
Di costruzione interamente metallica divenne base di sviluppo del successivo J 9, caccia avviato alla produzione in serie ed indicato, in base al sistema di designazione Idflieg, Junkers D.I.
Il modello venne collaudato dall'asso dell'aviazione Theodor Osterkamp.

### Pubblicazioni
- (EN) Peter M. Grosz, Gerard Terry, The Way to the World's First All-Metal Fighter, in Air Enthusiast, N. 25, agosto - novembre 1984, ISSN 0143-5450 (WC · ACNP).